# Supraviețuitorul (Star Trek: Seria animată)
„Supraviețuitorul” (titlu original: „The Survivor”) este al 6-lea episod din primul sezon al serialului TV american științifico-fantastic Star Trek: Seria animată. A avut premiera la 13 octombrie 1973 pe canalul NBC.
Episodul a fost regizat de Hal Sutherland după un scenariu de James Schmerer.

## Prezentare
Patrulând în apropierea Zonei Neutre Romulană, USS Enterprise găsește o navă în care se află Carter Winston, un cetățean al Federației și un filantrop care lipsește de cinci ani. 